# Secretaria Municipal de la Joventut (Campo Grande)
La Secretaria Municipal de la Joventut és un òrgan de l'administració pública de Campo Grande, Mato Grosso do Sul que té com objectiu principal desenvolupar polítiques públiques voltades per a la joventut de la ciutat.

## Serveis i programes
La Secretaria SEJUV ofereix una varietat de serveis i programes per als joves, incloent:
- Cursos: La secretaria posa a disposició cursos gratuïts en diverses àrees, com Auxiliï Administratiu, Fotografia[3] menjo Fonte de Renda, Automaquiagem, Higiene i Manipulació d'Aliments, Branding i Màrqueting Personal, i Màrqueting Digital – Vendes.[4][5][6][7][8][9][10]En societat amb institucions educacionals, la SEJUV ofereix cursos d'Educació Financera, focando en Finances Personals. Les inscripcions per als cursos poden ser realitzades online, facilitant l'accés dels joves als recursos educacionals oferts.[11][12]

La seu de la SEJUV està localitzada a Campo Grande, i els cursos són oferts tant en la seu quant en altres locals de la ciutat, com parcs tecnològics (ParkTec) i institucions d'ensenyament sòcies (Estácio de Sá, Insted i Uniderp).
L'actuació de la SEJUV és de gran importància per a la comunitat local, doncs proporciona als joves oportunitats de capacitació i desenvolupament, preparant-los per al mercat de treball i incentivant el empreendedorismo. A més d'això, la secretaria té un paper vital en la formació de ciutadans conscients i actius en la societat.